# Reepham (Lincolnshire)
Reepham is een civil parish in het bestuurlijke gebied West Lindsey, in het Engelse graafschap Lincolnshire met 915 inwoners.